# Al-Majdan (Ajn al-Arab)
Al-Majdan (arab. الميدان) – wieś w Syrii, w muhafazie Aleppo, w dystrykcie Ajn al-Arab. W 2004 roku liczyła 104 mieszkańców.